# جو كون
جو كون (بالإنجليزية: Joe Cohn)‏ هو عازف قيثارة جاز وموسيقي أمريكي، ولد في 28 ديسمبر 1956 في فلاشينغ ‏ في الولايات المتحدة.

## وصلات خارجية
- جو كون على موقع ميوزك برينز (الإنجليزية)
- جو كون على موقع أول ميوزيك (الإنجليزية)
- جو كون على موقع ديسكوغز (الإنجليزية)